# 목발

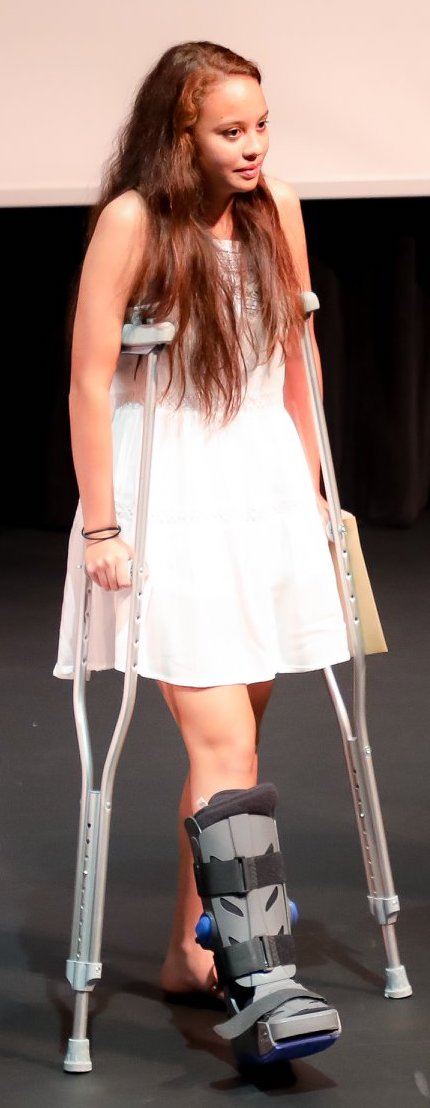
한 쌍의 겨드랑이 목발을 사용하는 소녀

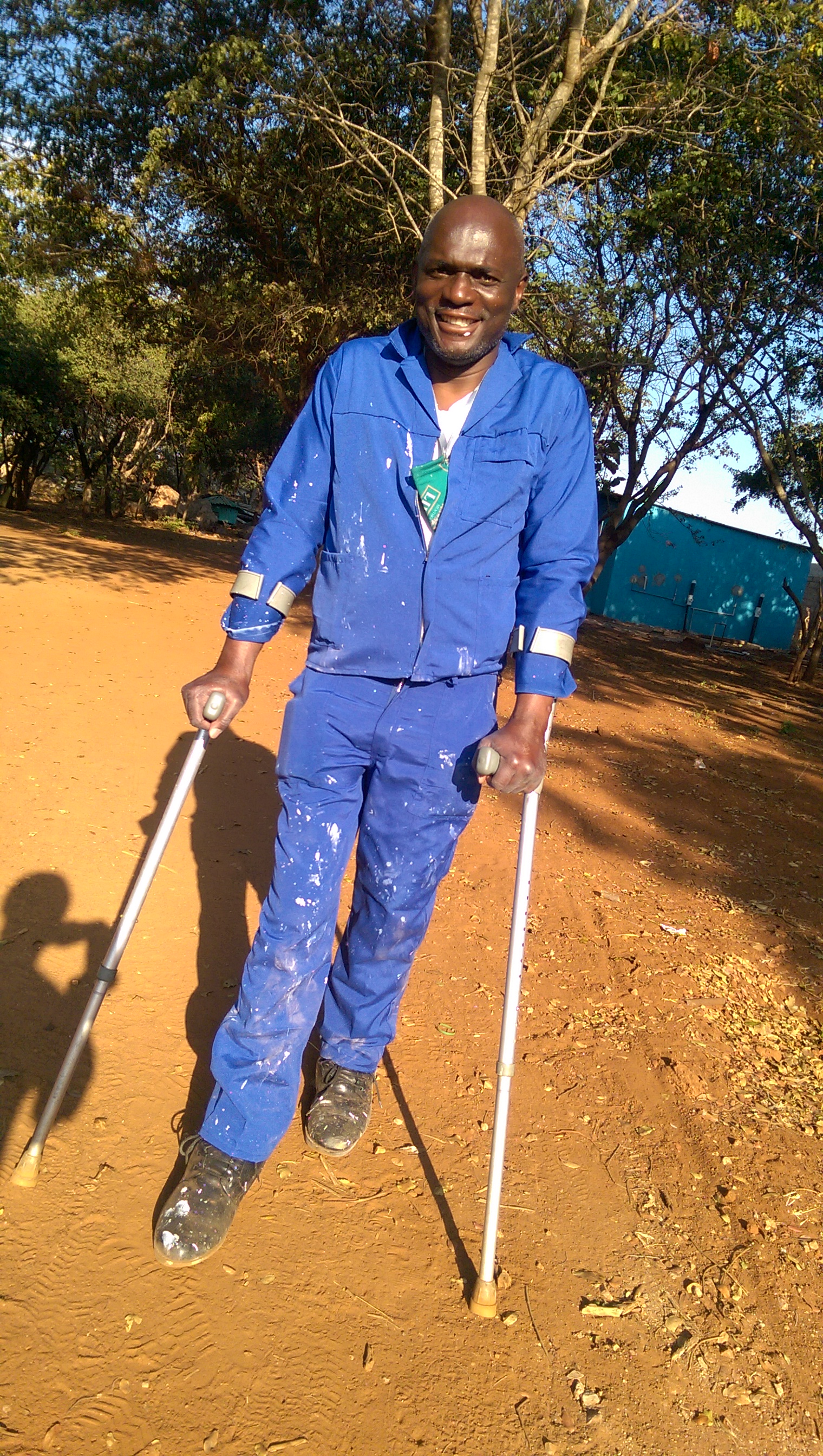
팔뚝 목발을 쓰는 남자

목발은 다리가 불편한 사람의 보행을 보조하는 보조 기기이다.
목발은 다리에서 상체로 체중을 옮기는 이동 보조 기구이다. 단기 부상에서 평생 장애에 이르기까지 다리를 사용하여 체중을 지탱할 수 없는 사람들이 자주 사용한다.

## 역사
목발은 고대 이집트에서 사용되었다. 1917년 에밀 슬릭(Emile Schlick)은 상업적으로 생산된 최초의 목발에 대해 특허를 받았다. 디자인은 팔뚝 지지대가 있는 지팡이로 구성되었다. 나중에 A.R. 로프스트랜드 주니어는 높이 조절 기능이 있는 최초의 목발을 개발했다. 시간이 지나도 목발의 디자인은 크게 변하지 않았으며 클래식한 디자인이 계속해서 가장 많이 사용된다.

## 같이 보기
- 보조과학기술